# Energía eólica en Wyoming

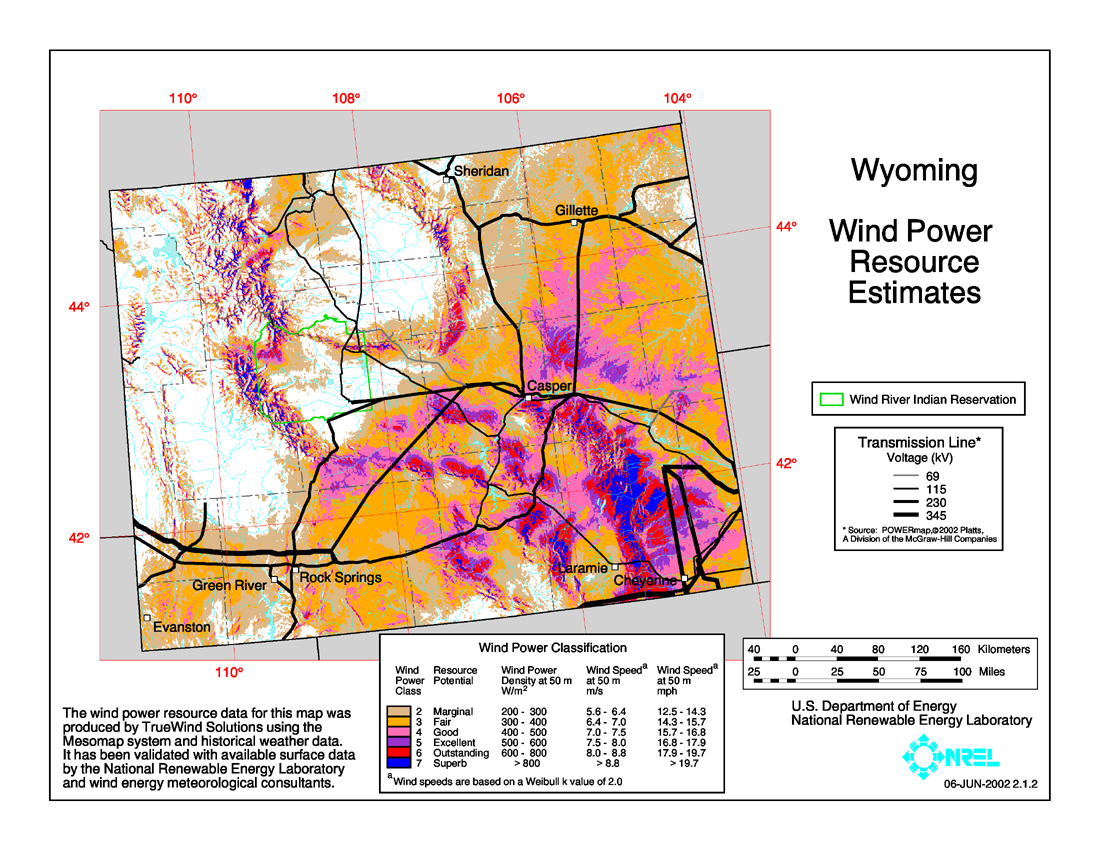
Mapa de recursos eólicos a 50m sobre el suelo.

Wyoming tiene uno de los mayores potenciales de energía eólica de cualquier estado de los Estados Unidos . A partir de 2016, Wyoming tiene 1489 megavatios (MW) de eólica de electricidad capacidad de generación, responsables de 9,42% de la producción de electricidad en el estado. Wyoming produjo de 3,800 GWh en 2015, aproximadamente el 9% del total.

## Recurso
La geografía de Wyoming de praderas de gran altitud con amplias crestas hace del estado un sitio ideal para el desarrollo de recursos eólicos. Otros factores que afectan positivamente el potencial de desarrollo de la energía eólica de Wyoming incluyen las capacidades de transmisión, las altas necesidades de energía de los centros de población cercanos, alto apoyo público al desarrollo de la energía eólica en el estado (97% de apoyo), y Importancia histórica de los sectores energéticos para la economía del estado.
Las desventajas de la producción de energía eólica a gran escala incluyen la competencia de la industria de los combustibles fósiles, ya que la energía del carbón proporcionó 42.7 TWh (90%) de electricidad de Wyoming en 2016, en comparación con 3.8 TWh para la energía eólica. Wyoming grava la energía eólica con $ 1 / MWh, lo que le proporcionó al estado $ 3.8 millones en 2015.

## Historia

A fines de 2013, Wyoming tenía la capacidad de energía eólica per cápita más alta.

Las dos primeras turbinas eólicas en Wyoming fueron construidas en Medicine Bow el 4 de septiembre de 1982 por la NASA y el US-DOE. Las turbinas de viento eran las más grandes de los EE. UU. Las dos turbinas incluían la WTS-4 a 391 pies de altura y la MOD-2 a 350 pies de altura. El alcalde de Medicina Bow Gerald Cook realizó un evento con 500 residentes en el sitio de construcción y declaró el 4 de septiembre "Día de la turbina de viento".
El primer parque eólico comercial de Wyoming fue el proyecto eólico Foote Creek Rim ubicado cerca de Arlington que se completó el 4 de abril de 1999. Este proyecto eólico de 85 MW (megavatios) tenía 69 aerogeneradores, y está ubicado en uno de los lugares más ventosos del estado. Debido a vientos medios de 25   En el área, el proyecto eólico tiene un factor de capacidad del 43% de la producción máxima anual, que es mayor que la mayoría de los parques eólicos. A partir de 2016, el proyecto eólico Foote Creek cuenta con 183 turbinas con una capacidad de generación de 134.7 MW.
En 2003, el Centro de Energía Eólica de Wyoming comenzó a operar. Tiene 80 turbinas con una capacidad de 144 MW y está ubicada cerca de Evanston en el condado de Unita.
 

En 2008, el Proyecto Eólico Glenrock, en las afueras de Glenrock, comenzó a operar en la parte superior de una mina de carbón de superficie recuperada. PacifiCorp, el propietario, "cree que esta es la primera instalación eólica en el Oeste en reciclar la tierra que alguna vez proporcionó combustibles fósiles en una que captura energía renovable". El proyecto eólico cuenta con 66 aerogeneradores que generan hasta 99 MW. Seven Mile Hill y Seven Mile Hill II iniciaron operaciones entre Hanna y Medicine Bow. Cuenta con 79 turbinas con una capacidad de generación de 118.5 MW. En 2008, Mountain Wind Power, LLC y Mountain Wind Power II, LLC comenzaron a operar. Disponen de 67 turbinas con una capacidad de 140 MW. 
|                                                         |
| Mil megavatios-hora de generación de viento. desde 2003 |

 En noviembre de 2008, el New York Times reportó una carrera en Wyoming en previsión de futuros proyectos de desarrollo de energía eólica. Los ciudadanos y propietarios de tierras en Wyoming han formado numerosas "asociaciones de viento" con la esperanza de negociar colectivamente para obtener una mayor compensación por el uso de sus tierras en proyectos de producción y transmisión de energía eólica. La mayoría de estas asociaciones están ubicadas en los densos condados de energía eólica del sureste de Wyoming, incluidos los condados de Platte, Converse, Goshen y Laramie . 
En 2009, High Plains cerca de McFadden comenzó a operar con 66 turbinas. Tiene una capacidad de 99MW. Three Buttes Windpower, LLC, inició sus operaciones en el condado de Converse cerca de Glenrock y tiene 66 turbinas con una capacidad de 99 MW. El Parque eólico Casper comenzó sus operaciones cerca de Capser en el Condado de Natrona y tiene 11 turbinas con una capacidad de generación de 16.5 MW.
En 2010, Dunalap comencé operaciones cerca de Medicine Bow. Cuenta con 74 turbinas con capacidad de 111 MW. Top of the World, LLC comenzó sus operaciones en el condado de Converse cerca de Glenrock y tiene 110 turbinas con una capacidad de 200 MW.
Energy Transportation Inc., con sede en Casper, es una conocida empresa de logística que transporta componentes con sobrepeso y de gran tamaño utilizados en la industria de la energía eólica.
El 16 de noviembre de 2016, Microsoft Corp compró 237 MW de energía eólica de los parques eólicos Happy Jack y Silver Sage de Duke Energy en Wyoming junto con el Proyecto de viento Bloom Wind de Allianz Risk Transfer AG en Kansas para alimentar un centro de datos ubicado en Cheyenne. Esta fue la compra de viento más grande en la historia de Microsoft.

## Parques eólicos propuestos
El Proyecto de Energía Eólica de White Mountain es un parque eólico de 360 MW propuesto que resultaría en la construcción de hasta 240 turbinas en White Mountain, al noroeste de Rock Springs.
El Proyecto de energía eólica de Chokecherry y Sierra Madre es la instalación de generación eólica comercial más grande en desarrollo en América del Norte. Power Company of Wyoming solicitó a BLM que construya aproximadamente 1,000 aerogeneradores en un área ubicada al sur de Rawlins, Wyoming, en el Condado de Carbon. Se propone que el proyecto genere 2.000 a 3.000 megavatios (MW) de electricidad y la construcción puede demorar entre 3 y 4 años, con una vida útil del proyecto de 30 años.

## Generación de energía eólica

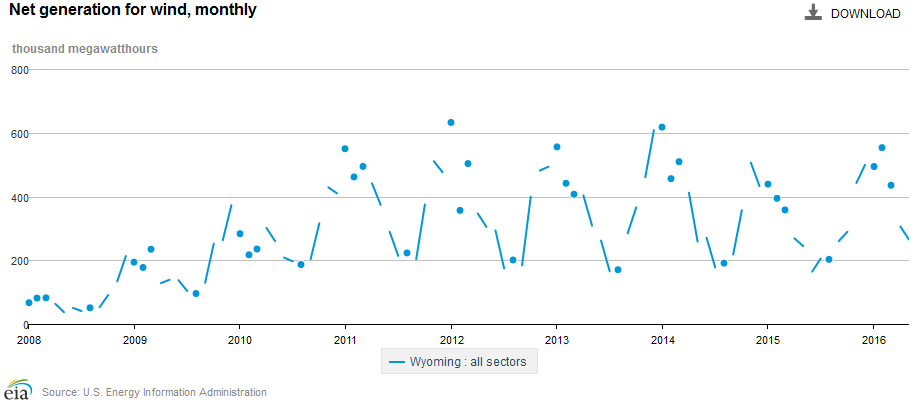
Producción de energía eólica mensual en Wyoming entre 2008-2015. En GWh.

| Generación Eólica de Wyoming (GWh, Millones de kWh) | Generación Eólica de Wyoming (GWh, Millones de kWh) | Generación Eólica de Wyoming (GWh, Millones de kWh) | Generación Eólica de Wyoming (GWh, Millones de kWh) | Generación Eólica de Wyoming (GWh, Millones de kWh) | Generación Eólica de Wyoming (GWh, Millones de kWh) | Generación Eólica de Wyoming (GWh, Millones de kWh) | Generación Eólica de Wyoming (GWh, Millones de kWh) | Generación Eólica de Wyoming (GWh, Millones de kWh) | Generación Eólica de Wyoming (GWh, Millones de kWh) | Generación Eólica de Wyoming (GWh, Millones de kWh) | Generación Eólica de Wyoming (GWh, Millones de kWh) | Generación Eólica de Wyoming (GWh, Millones de kWh) | Generación Eólica de Wyoming (GWh, Millones de kWh) |
| Año                                                 | Total                                               | ene                                                 | feb                                                 | mar                                                 | abr                                                 | May                                                 | jun                                                 | jul                                                 | ago                                                 | Sep                                                 | oct                                                 | nov                                                 | dic                                                 |
| --------------------------------------------------- | --------------------------------------------------- | --------------------------------------------------- | --------------------------------------------------- | --------------------------------------------------- | --------------------------------------------------- | --------------------------------------------------- | --------------------------------------------------- | --------------------------------------------------- | --------------------------------------------------- | --------------------------------------------------- | --------------------------------------------------- | --------------------------------------------------- | --------------------------------------------------- |
| 2010                                                | 3,247                                               | 281                                                 | 214                                                 | 243                                                 | 306                                                 | 265                                                 | 211                                                 | 197                                                 | 191                                                 | 204                                                 | 316                                                 | 429                                                 | 410                                                 |
| 2011                                                | 4,612                                               | 546                                                 | 468                                                 | 493                                                 | 442                                                 | 372                                                 | 290                                                 | 214                                                 | 223                                                 | 203                                                 | 375                                                 | 511                                                 | 476                                                 |
| 2012                                                | 4,369                                               | 632                                                 | 357                                                 | 503                                                 | 347                                                 | 304                                                 | 294                                                 | 174                                                 | 201                                                 | 184                                                 | 399                                                 | 481                                                 | 493                                                 |
| 2013                                                |                                                     |                                                     |                                                     |                                                     |                                                     |                                                     |                                                     |                                                     |                                                     |                                                     |                                                     |                                                     |                                                     |
| 2014                                                |                                                     |                                                     |                                                     |                                                     |                                                     |                                                     |                                                     |                                                     |                                                     |                                                     |                                                     |                                                     |                                                     |
| 2015                                                |                                                     |                                                     |                                                     |                                                     |                                                     |                                                     |                                                     |                                                     |                                                     |                                                     |                                                     |                                                     |                                                     |
| 2016                                                |                                                     |                                                     |                                                     |                                                     |                                                     |                                                     |                                                     |                                                     |                                                     |                                                     |                                                     |                                                     |                                                     |
| 2017                                                |                                                     |                                                     |                                                     |                                                     |                                                     | 383                                                 |                                                     |                                                     |                                                     |                                                     |                                                     |                                                     |                                                     |
| 2018                                                |                                                     |                                                     |                                                     |                                                     |                                                     | 313                                                 |                                                     |                                                     |                                                     |                                                     |                                                     |                                                     |                                                     |

## Consumo de energía eólica
En 2014, el consumo de energía eólica en Wyoming se estimó en 4,406 GWh.